# Mondia ecornuta
Mondia ecornuta är en oleanderväxtart som först beskrevs av Nicholas Edward Brown, och fick sitt nu gällande namn av Arthur Allman Bullock. Mondia ecornuta ingår i släktet Mondia och familjen oleanderväxter. Inga underarter finns listade i Catalogue of Life.